# Viarmes
Viarmes is een gemeente in het Franse departement Val-d'Oise (regio Île-de-France) en telt 4681 inwoners (1999). De plaats maakt deel uit van het arrondissement Sarcelles.

## Geografie
De oppervlakte van Viarmes bedraagt 8,2 km², de bevolkingsdichtheid is 570,9 inwoners per km².

## Verkeer en vervoer
In de gemeente ligt spoorwegstation Viarmes.
De onderstaande kaart toont de ligging van Viarmes met de belangrijkste infrastructuur en aangrenzende gemeenten.

## Demografie
Onderstaande figuur toont het verloop van het inwonertal (bron: INSEE-tellingen).